# Qarmaqshy Aūdany
Qarmaqshy Aūdany är ett distrikt i Kazakstan.   Det ligger i oblystet Qyzylorda, i den centrala delen av landet, 900 km sydväst om huvudstaden Astana.